# Приозерне нафтове родовище
Приозерне нафтове родовище — належить до Індоло-Кубанської нафтогазоносної області Південного нафтогазоносногу регіону України.

## Опис
Розташоване на північному сході Керченського півострова за 27 км від м. Керч.
Знаходиться в межах південного борту Індоло-Кубанського прогину. Відоме з давніх часів. Перша свердловина закладена в 1886 р. Приозерне підняття має криптодіапірову будову. Промислова нафтоносність виявлена у караганських та чокрацьких відкладах. Колектори тріщинно-порового типу, складені органогенно-уламковими та оолітовими вапняками.
Режим Покладів водонапірний. Запаси початкові видобувні категорій А+В+С1 — 132 тис.т нафти. Густина дегазованої нафти 890—894 кг/м³.